# Baltazar (mag)
Baltazar (alte denumiri Baltasar, Baltassar sau Bithisarea) este considerat, alături de Gaspar și Melchior, unul dintre Magii de la Răsărit care au mers să-l vadă pe pruncul Isus după ce s-a născut. El este denumit în mod tradițional ca rege al Arabiei și i-a adus mir în dar lui Iisus. În Biserica Apuseană, el este considerat sfânt (așa cum sunt și ceilalți doi magi).

## Tradiție
Evangheliile Noului Testament nu precizează numele magilor (și nici numărul lor), dar numele lor tradiționale provin dintr-un manuscris grec din anul 500 AD tradus în latină și acceptat în mod obișnuit ca sursă a numelor. În acest manuscris original Baltazar este numit Bithisarea, nume ce a fost transformat mai târziu în Baltazar în creștinismul occidental. Baltazar a fost descris de Sfântul Beda în secolul al VIII-lea ca având „un ten negru și o barbă mare”, iar „mirul pe care-l ținea în mâini prefigura moartea Fiului Omului”.
Urmând Steaua de la Betleem, magii au călătorit întâi la palatul lui Irod cel Mare, care le-a cerut să-l găsească pe pruncul Isus și să-l anunțe și pe el. Ajunși la locul nașterii lui Isus, magii s-au închinat și i-au oferit daruri, iar Baltazar a dăruit mir ce simboliza viitoarea moarte a unui rege, mirul fiind destul de scump la momentul respectiv. S-a întors în propria țară, evitând-l pe regele Irod, menționându-se că s-a întâlnit din nou cu ceilalți magi în 54 AD în Regatul Armeniei pentru a sărbători Crăciunul, înainte de a muri, la vârsta de 112 ani, la 6 ianuarie 55 AD.
Baltazar este un personaj al romanului Ben Hur (1880) al lui Lewis Wallace și ale diferitelor adaptări cinematografice ale romanului, care prezintă ultimii săi ani de viață.

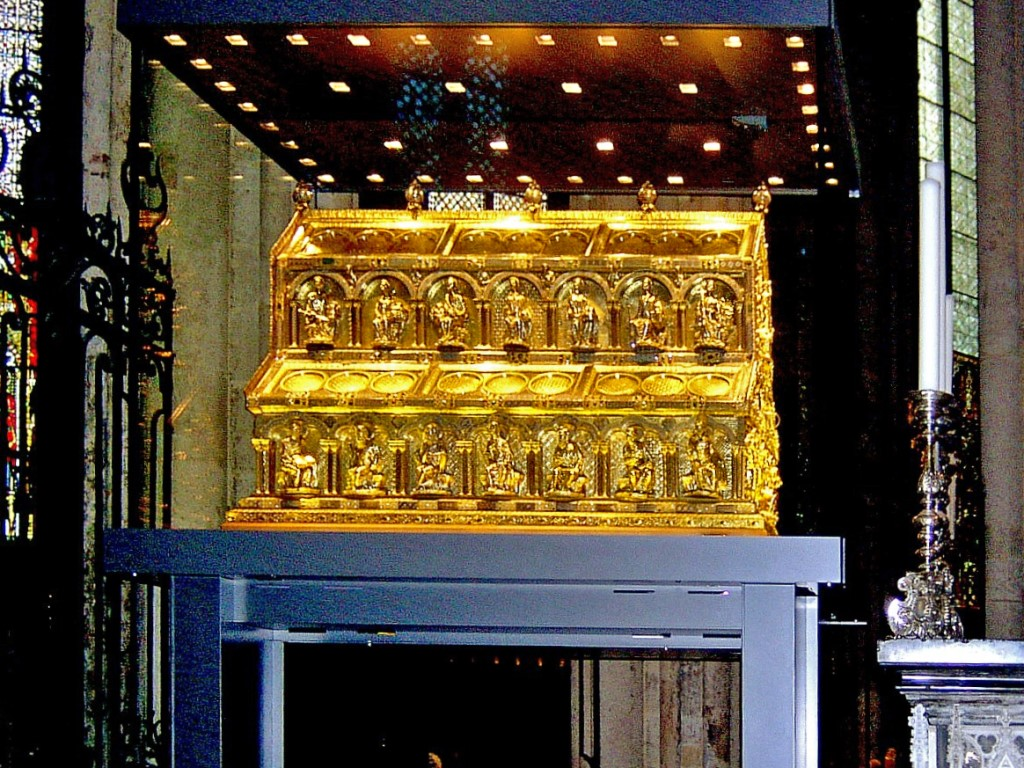
Chivotul cu presupusele oseminte ale celor trei crai de la răsărit in Domul din Köln.

## Sărbătorire
Relicvele lui Baltazar, ca și ale celorlalți doi magi, sunt presupuse a fi înmormântate în Sanctuarul celor Trei Regi din Catedrala din Köln după ce rămășițele sale pământești fuseseră mutate de episcopul Eustorgius I în anul 314 de la Constantinopol la Milano. În anul 1164 Sfântul Împărat Roman Frederic Barbarossa a mutat relicvele la Köln. Baltazar este sărbătorit de Bobotează, împreună cu ceilalți magi, dar și separat, în Biserica Catolică, la 11 ianuarie.

### Controversa figurii negre și reprezentarea tradițională a magului
În țările în Europa continentală în care sunt reprezentați magii, Baltazar este adesea portretizat, din cauza descrierii făcute de Sfântul Beda, ca o persoană cu fața neagră potrivit unei tradiții care datează din Evul Mediu, în care oamenii cu pielea închisă la culoare sunt descriși ca aducători de aur. În secolul al XXI-lea au existat o serie de campanii în Spania pentru ca o persoană de culoare să-l interpreteze pe Baltazar și nu o persoană cu fața pictată, ceea ce a încălcat tradiția interpretării rolului de către un consilier local.

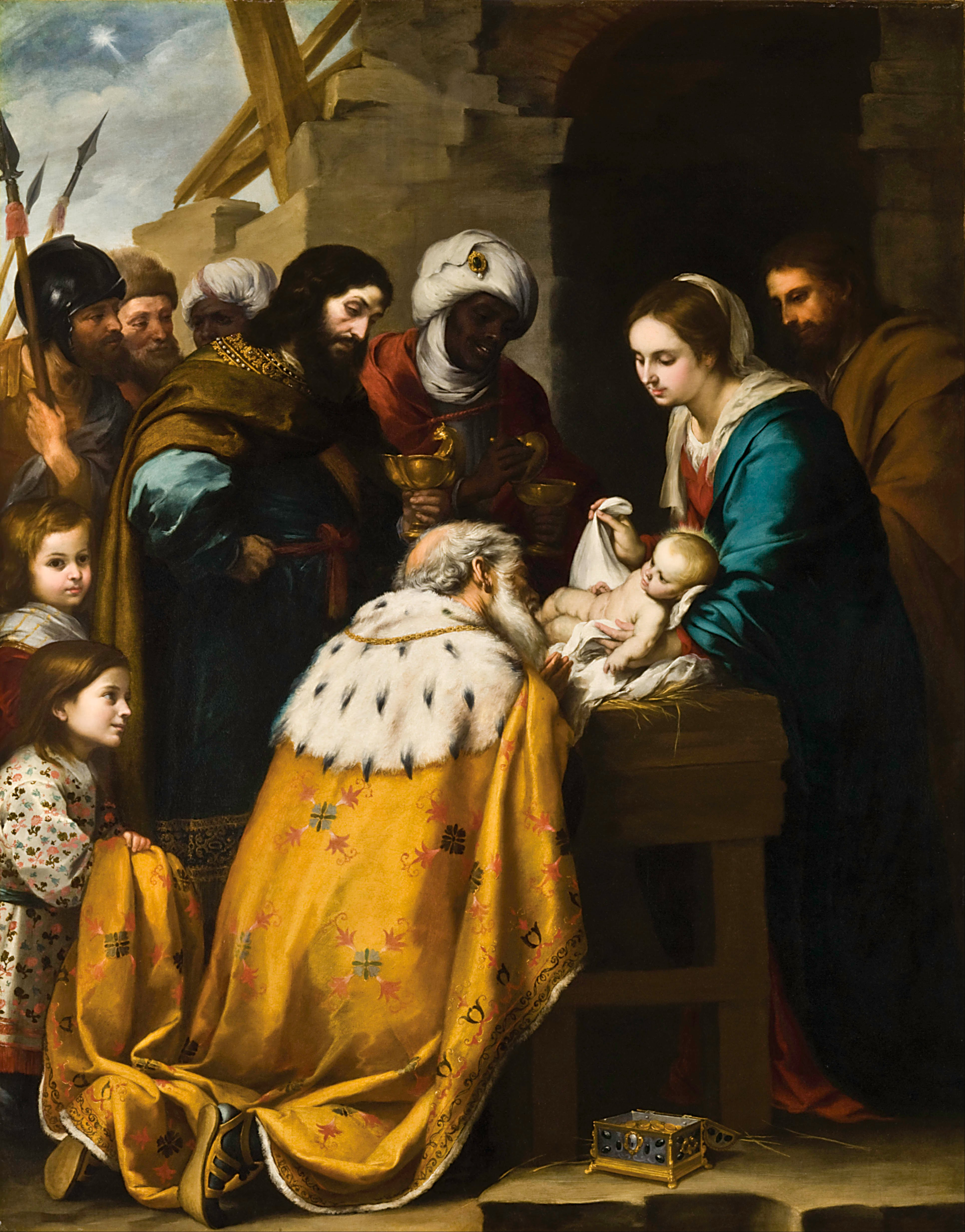
Adorația Magilor de Bartolomé Esteban Murillo, c. 1655 (Muzeul de Artă din Toledo, Ohio

Alții au subliniat că pictarea feței în negru nu a fost o sursă de controverse în Spania deoarece, până în perioada recentă, multe orașe spaniole mai mici nu aveau persoane de origine subsahariană. Întrucât regele Baltazar, în reprezentările picturale tradiționale din Evul Mediu târziu, este reprezentat ca o persoană cu pielea neagră (un simbol cosmopolit sau integrator în tradiția că „înțelepții” sau „magii” care i s-au închinat lui Isus în Betleem reprezentau popoarele din întreaga lume), respectarea acestui obicei a motivat reprezentarea magului în cavalcadele celor Trei Înțelepți de o persoană cu fața pictată în negru. În multe orașe spaniole, acest obicei continuă să fie respectat, în timp ce în alte orașe este ales un localnic cu descendență africană, de obicei un sportiv al unei echipe locale, pentru a juca acest rol în cavalcadele organizate de sărbători.